# Борисоглебское (Кемеровская область)
Борисогле́бское — село в Тяжинском районе Кемеровской области. Входит в состав Нововосточного сельского поселения.

## География
Центральная часть населённого пункта расположена на высоте 213 метров над уровнем моря.

## Население
По данным Всероссийской переписи населения 2010 года, в селе Борисоглебское проживает 265 человек (126 мужчин, 139 женщин).